# Eidgenössisches Departement für Verteidigung, Bevölkerungsschutz und Sport
Das Eidgenössische Departement für Verteidigung, Bevölkerungsschutz und Sport VBS (französisch Département fédéral de la défense, de la protection de la population et des sports DDPS, italienisch Dipartimento federale della difesa, della protezione della popolazione e dello sport DDPS, rätoromanisch Departament federal da defensiun, protecziun da la populaziun e sportⓘ DDPS, englisch Federal Department of Defence, Civil Protection and Sport DDPS) ist eines der sieben Departemente der Schweizer Landesregierung. Jeweils einer der Bundesräte steht dem Departement vor.
Das zentrale Anliegen des VBS ist es, «Sicherheit und Bewegung» für die Schweiz und ihre Bevölkerung zu schaffen. Armee, Bevölkerungsschutz und zivile Institutionen arbeiten nach dem Grundsatz «Sicherheit durch Kooperation» eng zusammen. Sie schützen und helfen im In- und Ausland. Die Friedensförderung ist ein wichtiger Beitrag zur internationalen Sicherheit und damit auch zur Sicherheit der Schweiz. Mit dem Bundesamt für Sport fördert das Departement Sport und Bewegung auf nationaler Ebene und trägt so zur Gesundheit der Bevölkerung bei.

## Geschichte und Bedeutung
Zu Beginn des Bundesstaates hiess das Departement Militärdepartement. 1979 wurde es umbenannt in Eidgenössisches Militärdepartement (EMD). Mit der Integration des Zivilschutzes und der Sportförderung in das Departement trägt es seit 1998 den Namen Eidgenössisches Departement für Verteidigung, Bevölkerungsschutz und Sport.
Das VBS gilt unter Bundesräten als unbeliebtes Departement, das meist Neulingen zugeteilt wird.

## Bereiche
- Generalsekretariat (GS-VBS)
  - Bibliothek am Guisanplatz
- Staatssekretariat für Sicherheitspolitik (SEPOS)
- Bundesamt für Cybersicherheit (BACS)
- Bundesamt für Bevölkerungsschutz (BABS)
  - Labor Spiez (LS)
  - Nationale Alarmzentrale (NAZ)
- Bundesamt für Rüstung (armasuisse)
- Bundesamt für Landestopografie (swisstopo)
- Bundesamt für Sport (BASPO)
- Gruppe Verteidigung (Schweizer Armee)
  - Armeestab (A Stab)
  - Kommando Operationen (Kdo Op)
    - Teilstreitkraft Luftwaffe (LW)
    - Teilstreitkraft Heer (HEER)

  - Logistikbasis der Armee (LBA)
  - Kommando Cyber (Kdo Cy)
  - Kommando Ausbildung (Kdo Ausb)
    - Höhere Kaderausbildung (HKA)
- Nachrichtendienst des Bundes (NDB)
- Oberauditorat (OA)

Das SEPOS wird von Staatssekretär Markus Mäder geleitet.

## Vorsteher des Departements
| Jahr      | Bild | Name (Lebensdaten)                  | Partei    |
| --------- | ---- | ----------------------------------- | --------- |
| 1848–1854 |      | Ulrich Ochsenbein (1811–1890)       | freis.    |
| 1855–1859 |      | Friedrich Frey-Herosé (1801–1873)   | freis.    |
| 1860–1861 |      | Jakob Stämpfli (1820–1879)          | freis.    |
| 1862      |      | Constant Fornerod (1819–1899)       | freis.    |
| 1863      |      | Jakob Stämpfli (1820–1879)          | freis.    |
| 1864–1866 |      | Constant Fornerod (1819–1899)       | freis.    |
| 1867–1868 |      | Emil Welti (1825–1899)              | freis.    |
| 1869      |      | Victor Ruffy (1823–1869)            | freis.    |
| 1870–1871 |      | Emil Welti (1825–1899)              | freis.    |
| 1872      |      | Paul Cérésole (1832–1905)           | freis.    |
| 1873–1875 |      | Emil Welti (1825–1899)              | freis.    |
| 1876–1878 |      | Johann Jakob Scherer (1825–1878)    | freis.    |
| 1879–1888 |      | Wilhelm Hertenstein (1825–1888)     | freis.    |
| 1889–1890 |      | Walter Hauser (1837–1902)           | freis.    |
| 1891–1897 |      | Emil Frey (1838–1922)               | FDP       |
| 1897–1898 |      | Eduard Müller (1848–1919)           | FDP       |
| 1899      |      | Eugène Ruffy (1854–1919)            | FDP       |
| 1900–1906 |      | Eduard Müller (1848–1919)           | FDP       |
| 1907      |      | Ludwig Forrer (1845–1921)           | FDP       |
| 1908–1911 |      | Eduard Müller (1848–1919)           | FDP       |
| 1912–1913 |      | Arthur Hoffmann (1857–1927)         | FDP       |
| 1914–1919 |      | Camille Decoppet (1862–1925)        | FDP       |
| 1920–1929 |      | Karl Scheurer (1872–1929)           | FDP       |
| 1930–1940 |      | Rudolf Minger (1881–1955)           | BGB       |
| 1941–1954 |      | Karl Kobelt (1891–1968)             | FDP       |
| 1955–1966 |      | Paul Chaudet (1904–1977)            | FDP       |
| 1967–1968 |      | Nello Celio (1914–1995)             | FDP       |
| 1968–1979 |      | Rudolf Gnägi (1917–1985)            | SVP       |
| 1980–1983 |      | Georges-André Chevallaz (1915–2002) | FDP       |
| 1984–1986 |      | Jean-Pascal Delamuraz (1936–1998)   | FDP       |
| 1987–1989 |      | Arnold Koller (* 1933)              | CVP       |
| 1989–1995 |      | Kaspar Villiger (* 1941)            | FDP       |
| 1995–2000 |      | Adolf Ogi (* 1942)                  | SVP       |
| 2001–2008 |      | Samuel Schmid (* 1947)              | SVP       |
| 2001–2008 | BDP  | Samuel Schmid (* 1947)              |           |
| 2009–2015 |      | Ueli Maurer (* 1950)                | SVP       |
| 2016–2018 |      | Guy Parmelin (* 1959)               | SVP       |
| 2019–2025 |      | Viola Amherd (* 1962)               | Die Mitte |
| 2025–     |      | Martin Pfister (* 1963)             | Die Mitte |

Anmerkungen:
- Die meisten Mitglieder der liberal-radikalen Fraktion traten 1894 der neugegründeten Freisinnig-Demokratischen Partei (FDP) bei.
- Die Bauern-, Gewerbe- und Bürgerpartei (BGB) wurde 1971 in Schweizerische Volkspartei (SVP) umbenannt.
- Die Christlichdemokratische Volkspartei (CVP) schloss sich 2021 mit der Bürgerlich-Demokratischen Partei (BDP) zur Partei Die Mitte zusammen.

## Personalbestand ab 2001
| Jahr | Vollzeitstellen |
| ---- | --------------- |
| 2001 | 12'375          |
| 2002 | 12'623          |
| 2003 | 12'973          |
| 2004 | 12'498          |
| 2005 | 11'993          |
| 2006 | 11'092          |
| 2007 | 11'799          |
| 2008 | 11'628          |
| 2009 | 11'719          |
| 2010 | 11'521          |
| 2011 | 11'201          |
| 2012 | 11'161          |
| 2013 | 11'380          |
| 2014 | 11'598          |
| 2015 | 11'681          |
| 2016 | 12'149          |
| 2017 | 11'957          |
| 2018 | 11'596          |
| 2019 | 11'909          |
| 2020 | 12'215          |
| 2021 | 12'215          |
| 2022 | 12'128          |
| 2023 | 12'252          |
| 2024 | 12'279          |